# Curgies
Curgies é uma comuna francesa na região administrativa de Altos da França, no departamento do Norte. Estende-se por uma área de 6.08 km². Em 2010 a comuna tinha 1 313 habitantes (densidade: 216 hab./km²).